# Le Mariage de Joujou
Pour plus de détails, voir Fiche technique et Distribution.
Le Mariage de Joujou (titre original : Dunungen) est un film suédois muet d'Ivan Hedqvist, inspiré d'une œuvre de Selma Lagerlöf et sorti en 1919.

## Fiche technique
- Titre du film : Le Mariage de Joujou
- Titre original : Dunungen
- Réalisation et scénario : d'après une œuvre de Selma Lagerlöf, Dunungen
- Photographie : Julius Jaenzon - Noir et blanc
- Son : Film muet
- Production : Svenska Biograftatern
- Pays de production :  Suède
- Durée : 2 heures 11 minutes
- Date de sortie : 
  - Suède : 1er décembre 1919

## Distribution
- Renée Björling
- Ragnar Widestedt
- Ivan Hedqvist